# Pedro Parages
Pedro Parages Diego Madrazo (Madrid, 17 dicembre 1883 – Saint-Loubès, 15 febbraio 1950) è stato un calciatore, allenatore di calcio e dirigente sportivo francese naturalizzato spagnolo. Fu presidente del Real Madrid dal 1916 al 1926.

## Carriera

### Giocatore
Nato a Madrid ma di padre francese, Parages è considerato il primo francese ad aver giocato nel Real Madrid.

### Allenatore
Durante il suo periodo di presidenza del Real Madrid, Parages guidò la Nazionale spagnola alle Olimpiadi 1924 a Parigi.

## Palmarès

### Giocatore
- Coppa di Spagna: 4

Real Madrid: 1905, 1906, 1907, 1908